# 자이산두더지들쥐
자이산두더지들쥐 또는 동부두더지들쥐(Ellobius tancrei)는 비단털쥐과에 속하는 설치류의 일종이다. 중국과 카자흐스탄, 몽골, 투르크메니스탄, 우즈베키스탄에서 발견된다.

## 같이 보기
- 남캅카스두더지들쥐